# En 50 ans
Pour plus de détails, voir Fiche technique et Distribution.
En 50 ans est un film documentaire belge réalisé par Gérard De Boe en 1958.

## Synopsis
Le film commémore 50 ans de colonisation dans le Haut-Katanga. Le commentaire évoque une population « figée dans l’immobilisme » qui doit être initiée aux nouvelles technologies. Des travailleurs du Ruanda-Urundi atterrissent à l’aéroport d’Élisabethville (aujourd'hui l'aéroport international de Lubumbashi) pour travailler dans les mines. Ils sont d’abord emmenés vers des camps d’acclimatation et ensuite relogés dans des cités ouvrières. Tout l’héritage colonial est passé en revue : enseignement, hôpitaux, maternités, orphelinats.

## Fiche technique
- Réalisation : Gérard De Boe
- Production : Paul Leleu
- Image : François Rents Fernand Tack
- Musique : David Van De Woestyne